# Halina Bartoszek

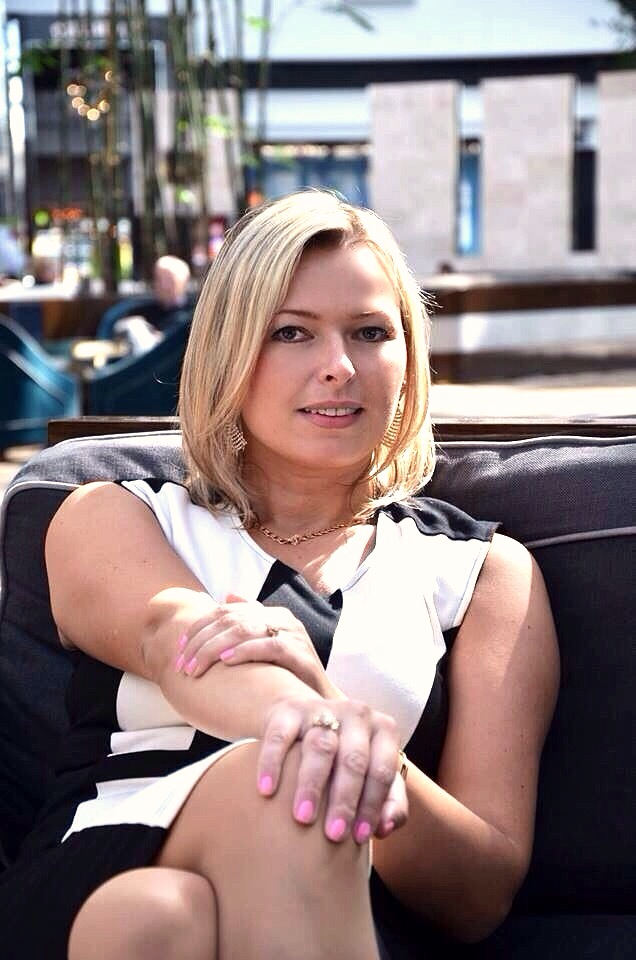
Halina Bartoszek

Halina Ludwika Bartoszek (ur. 13 listopada 1977 w Nowym Targu) – polska malarka, designerka i działaczka polonijna.

## Życiorys
Urodziła się w Nowym Targu. Wychowywała się w Białym Dunajcu, gdzie jej rodzina prowadziła produkcję obuwia. Podjęła naukę w Zespole Szkół Budowlanych w Zakopanem, którą ukończyła w 1997. Wcześnie zaangażowała się w działalność artystyczną. Nazywają ją Różą Podhala. Maluje przede wszystkim kwiaty, pejzaże, owoce, meble oraz stroje regionalne nierzadko odwołując się przy tym do tradycji i motywów podhalańskich. Nagradzana w regionalnych konkursach artystycznych, chociażby w Konkursie Amatorskiej Twórczości Plastycznej „Dumania Dumaca z Gorców” w Nowym Targu w roku 2012. Od 2008 prowadziła galerię obrazów. W 2015 wyemigrowała do Szwecji, w tym też kraju kształcąc się również w zakresie przedsiębiorczości. Zaangażowała się w życie społeczności polskiej w swym nowym kraju zamieszkania, między innymi w sztokholmskim Stowarzyszeniu Polaków „Ogniwo”. Jest Prezesem Fundacji Wspierania Kultury i Współpracy Międzynarodowej im. Haliny Rosa, oraz zastępcą prezesa Dance Vision World Foundation. Jest Ambasadorką Dziedzictwa Narodowego Polonii Świata, Ambasadorką Kobiet Biznesu oraz Redaktor Naczelną magazynu artystyczno-kulturalno biznesowego DESIGNER. Wydawca książki biograficznej p.t Ambasadorka Boskich Biznesów oraz poradników m.in. Jak zostać Designerem I. Promotorka kultury regionalnej Polskiej Podhalańskiej i Skandynawskiej.
Aktywność artystyczna i designerska Haliny Bartoszek pozostaje pod silnym wpływem folkloru podhalańskiego. Przeniosła chociażby motyw dziewięćsiłu z gorsetu góralskiego na tkaniny użytkowe. Zaprojektowała także wzór tybetowy w trzy róże, namalowany ręcznie. Jej pseudonim artystyczny to Róża. Jest stylistką grupy muzycznej Taraka, dla której to stworzyła koszule z motywami góralskimi. Projektowała też stroje dla Justyny Sieńczyłło oraz Gabrieli Mercik. Współpracuje z projektantkami mody, w tym z Anetą Larysą Knap. W 2022 Poczta Polska wydała zaprojektowaną przez nią okolicznościową kartkę pocztową.

## Ważniejsze nagrody
- Ambasadorka Kobiet Biznesu 2018[8].
- Wyróżniona w plebiscycie Kobieta z Pasją 2020 zorganizowanego na łamach magazynu „Imperium Kobiet”[13].
- Ambasadorka Dziedzictwa Narodowego Polonii Świata 2020[15].
- Laureatka Złotego Pióra 2022[16].